# 長井啓介
長井 啓介 (ながい けいすけ 1957年2月11日 - ) は、日本の実業家。四国電力代表取締役会長・前社長。電気事業連合会副会長を務める。

## 人物
1975年香川県立高松高等学校卒業、1979年京都大学工学部卒業、1981年京都大学大学院修士課程修了後、四国電力入社。
執行役員、常務、副社長等を経て、2019年社長。
2024年6月に四国電力の社長職を宮本喜弘常務に譲り、同社の会長に就任した。